# Hirling Judit
Hirling Judit (Budapest, 1958. július 17. –) magyar színésznő.

## Életpálya
1976 és 1978 között a Budapesti Gyermekszínház Színészképző Stúdiójának volt a növendéke. 1982-ben kapott színész diplomát a Színház- és Filmművészeti Főiskolán, Marton Endre osztályában végzett. 1982-től a Mikroszkóp Színpad tagja volt. 1990-től szabadfoglalkozású színművésznő. Vendégművészként fellépett a Játékszínben. A televízióban többször feltűnt epizódszerepekben a Szomszédok című sorozatban és a Gálvölgyi Showban. Szinkronszínésznőként gyakran foglalkoztatják.

## Fontosabb színházi szerepei
- Barnassin Anna – Madarász Iván: Messze még a holnap... szereplő (Budapesti Gyermekszínház, 1977)
- Szép Ernő: Patika... Egy dáma (Madách Színház, 1981)
- Henry Keroul – Albert Barré: Léni néni... Gilberte (Ódry Színpad)
- Kemény Zsigmond – Török Tamás: A rajongók... Debóra (Ódry Színpad)
- Elbert János – Fjodor Mihajlovics Dosztojevszkij: A Karamazov testvérek... Grusenyka (Ódry Színpad)
- Bal? Jobb? Bal!! (kabaré)... szereplő
- Hogyan? Tovább! (közéleti kabaré)... szereplő
- Értem? (ifjúsági kabaré)... szereplő
- Vesszük a lapot (kabaré)... szereplő
- Valami változik – Kutyák (politikai kabaré)... szereplő
- Weöres Sándor: Csalóka Péter... Bíróné
- Füst Milán: Máli néni... Egy másik Margit  (Játékszín)
- Hubay Miklós: Tüzet viszek... A modell  (Játékszín)
- Fogjuk a hasunkat (kabaré)... szereplő
- Marosi László – Koffler Gizella: Bucó, Szetti, Tacsi (zenés mesejáték)... Tacsi
- Romhányi József: Hamupipőke... Aranka
- Döbrentey Ildikó: Motoszka... Tengeri Motoszka

## Filmek, tv
- Családi kör (sorozat) (1981)
- Egymilliárd évvel a világvége előtt (1983)
- Széchenyi napjai (1985)
- Füst Milán: Máli néni (színházi előadás tv-felvétele)
- Szomszédok (sorozat)
- Tesó (2003)...Anya
- Kisváros (sorozat) A sivatagi rózsa című rész (1995)
- A Szórád-ház 2. rész (1997)...Orvosnő
- Gálvölgyi Show (2003; 2006; 2007; 2010)